# براين أوموني
براين أوموني (بالإنجليزية: Brian Umony)‏ (12 ديسمبر 1988 بجينجا في أوغندا - ) هو لاعب كرة قدم أوغندي في مركز الهجوم. شارك مع منتخب أوغندا لكرة القدم. أما مع النوادي، فقد لعب مع سوبر سبورت يونايتد وعزام يونايتد ونادي بيكامكس بين دونغ ونادي جامعة بريتوريا ونادي كامبالا سيتي وبورتلاند تمبرز.

## وصلات خارجية
- براين أوموني على موقع الدوري الأمريكي (الإنجليزية)
- براين أوموني على موقع قاعدة بيانات كرة القدم.إي يو (الإنجليزية)
- براين أوموني على موقع ناشيونال فوتبول تيمز (الإنجليزية)
- براين أوموني على موقع عالم كرة القدم.نت (الإنجليزية)